# Зорица Хаџић
Зорица Хаџић (Нови Сад, 23. новембар 1977) редовни је професор српске књижевности на Универзитету у Новом Саду, књижевни историчар, критичар и научни сарадник Матице српске.

## Биографија
Основну школу и гимназију завршила је у Новом Саду и дипломирала на Одсеку за српску књижевност Филозофског факултета у овом граду, 2002. године. На истом oдсеку завршила је постдипломске студије. Магистарски рад „Песнички и прозни опус Данице Марковић“ одбранила је 2006. године, а докторску дисертацију „Књижевно дело Милете Јакшића“ 2012. године. Редовна је професорица српске књижевности на Филозофском факултету у Новом Саду. Управница је Рукописног одељења Матице српске. Члан је Управног одбора Матице српске, Одељења за књижевност и језик Матице српске и Лексикографског одељења. Уређује едиције „Новосадски манускрипт“ Градске библиотеке у Новом Саду (од 2015) и „Документ“ Матице српске (од 2020). Проучава српску књижевност 19. и 20. века. Уже области њеног интересовања су: заборављени писци, стваралаштво српских књижевница, аутобиографије, мемоари и дневници у српској књижевности, проучавање архивске грађе – преписка српских писаца, рукописне оставине писаца; књижевна периодика...
Објављује текстове у књижевним часописима, научним и стручним публикацијама.

## Научно-истраживачки рад

### Књиге
- Историја једне самоће. Поезија и проза Данице Марковић, Академска књига, Нови Сад 2007.  978-86-86611-09-3.  227421447
- Тиха пристаништа Милете Јакшића, Службени гласник, Београд 2012.  978-86-519-1457-0.  192873996
- Белешке на маргинама. О скрајнутим књижевноисторијским изворима, Институт Гоша, Београд  2015.  978-86-86917-22-5.  218509068
- О Милану Шевићу, Академска књига, Нови Сад 2017.  978-86-6263-167-1.  315175431
- Нови Сад кроз књигу (у сарадњи са У. Станковићем), Нови Сад 2021.  978-86-89791-85-3.  55659017

### Приређене књиге
- Судари Милете Јакшића. Преписка. (у сарадњи са М. Ненином), Нови Сад 2005.
- Тодор Манојловић: Песме, (у сарадњи са М. Ненином), Зрењанин 2005.
- Даница Марковић: Историја једног осећања - сабране песме, (у сарадњи са М. Ненином), Београд - Чачак 2006.
- Душан Срезојевић, Златни даси и друге песме, (у сарадњи са М. Ненином), Београд 2008.
- Милан Савић, Прилике из мога живота, (у сарадњи са М. Ненином), Нови Сад 2009.
- Отворена писма Јована Јовановића Змаја (Невен 1880 - 1904), Нови Сад 2009.
- Милета Јакшић, Урок. Фантастична драма, (у сарадњи са С. Радаковићем), Београд 2010.
- Милета Јакшић, Из моје бележнице, Нови Сад 2010.
- Милан Савић, Лаза Костић (у сарадњи са М. Ненином), Београд 2010.
- Милан Савић, Наши стари (у сарадњи са М. Ненином), Нови Сад 2010.
- Светозар Петровић, О индијској књижевности (у сарадњи са Р. Гикић Петровић), Нови Сад 2011.
- Милан Шевић, О нашим људима великим и малим - анегдоте и сећања, Нови Сад 2011.
- Анђелија Л. Лазаревић, Говор ствари. Сабрани списи, Београд 2011.
- Војислав Илић, Антологијска едиција десет векова српске књижевности, Нови Сад 2013.
- Милан Шевић, Дневници, књига прва, Нови Сад 2013.
- Милан Шевић, Дневници, књига друга, Нови Сад 2014.
- Милан Шевић, Дневници, књига трећа, Нови Сад 2017.
- Милан Шевић, Од Кишјаноша до Змаја, Нови Сад 2014.
- Јелена Скерлић Ћоровић, Живот међу људима, мемоарске белешке, Нови Сад, 2014.
- Илија Огњановић Абуказем, Шетње по Новом Саду. Први део (1878—1881), Нови Сад 2015.
- Илија Огњановић Абуказем, Шетње по Новом Саду. Други део (1882—1884), Нови Сад 2015.
- Илија Огњановић Абуказем, Ђачки дневник (1862—1863), (у сарадњи са М. Ненином), Нови Сад 2016.
- Васа Стајић, Прилози за аутобиографију, Нови Сад 2017.
- Милета Јакшић, Аз јесам (Ка Сабраним песмама), Ново Милошево 2017.
- Савка Суботић, Ручни радови,умни радови, Нови Сад 2018.
- Милан Кашанин, Писма, сусрети, трагови, трилогија у пет књига, Нови Сад, 2020.
- Милан Кашанин, Антологијска едиција Десет векова српске књижевности, Нови Сад 2020.
- Књижевни jуг (фототипско издање часописа у четири књиге), у сарадњи са М. Ненином, Нови Сад 2020.
- Милета Јакшић, Парохијски дневник (у сарадњи са С. Миљковићем), Нови Сад 2021.
- Илија Вучетић, Дневници (Сегедин, Нови Сад, Пешта) 1861-1864, Нови Сад 2021.
- Милан Кашанин, Дневник (Канада, Америка, Француска), Нови Сад 2021.
- Милета Јакшић, Антологијска едиција Десет векова српске књижевности, Нови Сад 2021.
- Сто година Душка Радовића[2],[3] Београд, 2022.